# Aysel Teymurzadə
Aysel Teymurzadə (ur. 25 kwietnia 1989 w Baku) – azerska piosenkarka.
Karierę muzyczną rozpoczęła w wieku 16 lat. Zaczęła śpiewać pop, a także R&B. Uczyła się w liceum bakijskim Intellect, a także w Texas High School w Stanach Zjednoczonych. Od 2006 uczy się w Uniwersytecie Języków Azerbejdżanu.
W 2009 razem z Arashem reprezentowała Azerbejdżan w Konkursie Piosenki Eurowizji w Moskwie. Zajęli 3. miejsce, za Alexandrem Rybakiem z Norwegii oraz Yohanną z Islandii.